# Жан Лефевр
Жан Лефевр (фр. Jean Lefebvre, повне ім'я Жан Марсель Лефевр, фр. Jean Marcel Lefebvre; * 3 жовтня 1919, Валансьєн, Франція — † 9 липня 2004, Марракеш, Марокко) — французький комедійний актор.
Відомий за роллю «Фугаса» у фільмах про «Жандармів».

## Біографія
Жан Лефевр народився 3 жовтня 1919 (за іншими даними 1922 року) в місті Валансьєн, департаменту Нор — Па-де-Кале.
Під час професійного навчання медицині він починає займатися співом та захоплюється театром до початку Другої світової війни.
Після закінчення війни Жан відвідує акторські Курси Симона, де його однокласниками були Жаклін Майя (фр. Jacqueline Maillan) і П'єр Монді (фр. Pierre Mondy).
Він виступає на театральних підмостках паризьких ресторанів зі скетчами, спілкуючись з такими коміками як: Даррі Коул (фр. Darry Cowl) і Жан Рішар (фр. Jean Richard). Його улюблений персонаж — це часто п'яний простак.
Саме в ресторані він зустрів Робера Дері (фр. Robert Dhéry) — французького актора та режисера, засновника театрально-музично-комічної трупи «Branquignols» і надалі став її членом.
Його театральна кар'єра почалася зі спектаклів: «Виноградники пана» (фр. Les Vignes du seigneur), потім він грав у Нью-Йорку у виставі «Перо моєї тітки» (фр. La plume de ma tante) Робера Дері.
Останні роки його життя були присвячені бульварному театру.
У кіно знімався з акторами Луї де Фюнесом, Мішелем Галабрю, Жаном Габен, Ліно Вентура, Бернаром Бліє, Жаном-Полем Бельмондо, Бурвілем у таких режисерів як: Жан Жиро, Едуар Молінаро, Жорж Лотнер, Ів Робер, Роже Вадим, Коста-Гаврас
Жан Лефевр знявся більш ніж в 100 фільмах.

## Фільмографія (неповна)
- 1954 — Відьми / Les Diaboliques
- 1955 — Газолін / Gas-oil
- 1956 — Найкращі роки / La meilleure part
- 1956 — Ох, вже ця дівчисько! / Cette sacrée gamine
- 1956 — Людина та дитина / L'Homme et l'Enfant
- 1956 — І Бог створив жінку / Et Dieu Crea La Femme
- 1956 — Власниця ліванського замку / La Châtelaine du Liban
- 1957 — Друг родини / L'Ami de la famille
- 1957 — Бійтеся дівчат / Méfiez-vous fillettes
- 1957 — Полька для рук / La Polka des menottes
- 1957 — Коли втручається жінка / Quand la femme s'en mêle
- 1958 — Спиною до стіни / Le Dos au mur
- 1958 — Бігорн, капрал Франції / La Bigorne, caporal de France
- 1958 — Дівчина з Гамбурга / La Fille de Hambourg
- 1958 — Дивна неділя / Un drôle de dimanche
- 1961 — Прекрасна американка / La Belle Américaine
- 1962 — Вендетта / La Vendetta
- 1962 — Щасливчики / Les Veinards
- 1962 — Місячне світло в Мобежі / Un clair de lune à Maubeuge
- 1962 — Джентльмен з Епсома / Le Gentleman d'Epsom
- 1962 — Вороги / Les Ennemis
- 1962 — Відпочинок воїна / Le repos du guerrier
- 1963 — Зірвіть банк / Faites sauter la banque!
- 1963 — Мороз по шкірі / Chair de poule
- 1963 — Великі дороги / Les Grands chemins
- 1963 — Дядечка-Гангстери / Les Tontons flingueurs
- 1963 — Бебер та Омнібус / Bébert et l'Omnibus
- 1964 — Жандарм із Сен-Тропе / Le Gendarme De Saint-Tropez
- 1964 — Миша серед чоловіків / Un drôle de caïd
- 1964 — Розслабся, дорога / Relaxe-toi, chérie
- 1964 — Месьє / Monsieur
- 1964 — Вперед, Франція! / Allez France!
- 1964 — Горили / Les Gorilles
- 1965 — Вбивці в спальних вагонах / Compartiment tueurs
- 1965 — Приятелі / Les Copains
- 1965 — Коли пролітають фазани / Quand passent les faisans
- 1965 — Жандарм в Нью-Йорку / Le Gendarme A New York
- 1965 — Сімнадцяте небо / Le Dix-septième ciel
- 1965 — Добра нагода / La bonne occase
- 1965 — Гульвіси / Les Bons vivants
- 1965 — Вкрали Джоконду / On a volé la Joconde
- 1966 — Легкий курок / Du mou dans la gâchette
- 1966 — Анжеліка та король / Angélique et le roy
- 1966 — Не будемо сваритися / Ne nous fâchons pas
- 1966 — Три безпритульних дитини / Trois enfants dans le désordre
- 1967 — Ідіот в Парижі / Un idiot à Paris
- 1967 — Безумець з лабораторії / Le Fou du labo 4
- 1968 — Дивний полковник / Un drôle de colonel
- 1968 — Жандарм одружується / Le Gendarme se marie
- 1970 — Жандарм на прогулянці / Le Gendarme En Balade
- 1970 — Синя борода / Barbe-Bleue
- 1973 — Дипломатичний багаж / La Valise
- 1973 — Кілька занадто спокійних панів / Quelques messieurs trop tranquilles
- 1973 — у мене є моя поїздка! / Quand c'est parti, c'est parti
- 1973 — Таємничий острів / L'Île mystérieuse
- 1973 — Чудовий / le Magnifique
- 1973 — Куди ж поділася сьома рота? / Mais où est donc passée la septième compagnie ?
- 1974 — Божевільна ліжко / Le Plumard en folie
- 1974 — Неможливо… не французьке слово / Impossible… pas français
- 1975 — Не треба мовчати тому, що нема чого сказати / C'est pas parce qu'on a rien à dire qu'il faut fermer sa gueule
- 1975 — Ніяких проблем! / Pas de problème!
- 1975 — Ми знайшли сьому роту / On a retrouvé la septième compagnie
- 1976 — Ситуація складна, але не безнадійна / La situation est grave… mais pas désespérée
- 1976 — День слави / Le Jour de gloire
- 1976 — посильний з Максима / Le Chasseur de chez Maxim' s
- 1977 — Сьома рота при світлі місяця / La Septième Compagnie au clair de lune
- 1978 — Фредді / Freddy
- 1978 — Вони з'їхали, ці чаклуни / Ils sont fous ces sorciers
- 1982 — ми не з таверни вийшли / On n'est pas sorti de l'auberge
- 1985 — / Le Gaffeur